# Hans Joachim Flechtner
Hans Joachim Flechtner (* 13. Dezember 1902 in Stettin; † 1980 in Marburg) war ein deutscher Naturwissenschaftler, Feuilletonist und Kulturkorrespondent für diverse Zeitungen, daneben noch Autor von zwei Theaterstücken, einigen Romanen und zahlreichen Sachbüchern.
Flechtner studierte zunächst u. a. Chemie, Musik und Philosophie in Berlin, Breslau und Greifswald, promovierte 1934 in Greifswald und arbeitete nebenbei als Feuilletonist und Kulturkorrespondent beim Stettiner Generalanzeiger und beim Berliner Tageblatt. Von 1950 bis 1970 war er Chefredakteur der Zeitschrift Chemie für Labor und Betrieb. Er war auch schriftstellerisch tätig und schrieb Schauspiele, Romane, Kriminalromane, Drehbücher für Fernsehfilme und Sachbücher. Seine Pseudonyme waren Alexander Horla und Hans Sinters.

## Werke (Auswahl)

### Sachbücher
- Freiheit und Bindung der Wissenschaft, Pan-Verlagsgesellschaft, Berlin 1935 (Dissertation)
- Biochemie, Stuttgart: Hirzel, 1982, 3. Aufl. / neu bearb. von Sabine Flemming. Mit e. Geleitw. von L. Jaenicke
- Carl Duisberg. Eine Biographie, Düsseldorf: Econ-Verlag, 1981
- Das Gedächtnis, Stuttgart: Hirzel, 1979
- Biologie des Lernens, Stuttgart: Hirzel, 1976
- Gedächtnis und Lernen in psychologischer Sicht, Stuttgart: Hirzel, 1976, 2., unveränd. Aufl.
- Gedächtnis und Lernen in psychologischer Sicht, Stuttgart: Hirzel, 1974
- Grundbegriffe der Biochemie, Stuttgart: Hirzel, 1973, 2., neubearb. Aufl.
- Grundbegriffe der Kybernetik, Stuttgart: Hirzel, 1972
- Du und das Wetter. Eine Wetterkunde für Jedermann, Berlin, Deutscher Verlag, 1940
- Atomzertrümmerung. Zauberei? Alchimie? Wissenschaft!, 1942
- Gesteuert durch Hormone. Die Chemie des Organismus, Berlin. Ullstein. 1968.
- Selbstbesinnung der Philosophie, Universitätsverlag Wagner, Innsbruck 1941

### Romane
- Der Zauberlehrling, Roman, Neuer Buchverlag, Dresden 1937
- Europa siegt ...? Roman, Verlag Otto Janke, Leipzig 1938
- Stafetten des Todes, Roman, Bertelsmann Verlag, Gütersloh 1952
- Matt in 13 Zügen, Bertelsmann Verlag, Gütersloh 1953 (Taschenbuchausgabe: Droemersche Verlagsanstalt Knaur, München 1984)